# Wapen van Benin
Het wapen van Benin werd in 1990 geherintroduceerd nadat het van 1964 tot en met 1975 al eens in gebruik is geweest. 

## Beschrijving
Het schild heeft een witte achtergrond en is in vieren gedeeld door een rood kruis. Linksboven in het schild is een kasteel van de Somba afgebeeld, hetgeen staat voor de geschiedenis van Benin. Daarnaast staat de Ster van Benin, de hoogste onderscheiding van het land. Hieronder staat een schip afgebeeld, dat staat voor de komst van de Europeanen. In het laatste vlak staat een palmboom.
Schildhouder zijn aan weerszijden een luipaard. Dit is het nationale dier van Benin. Boven het schild zijn de nationale symbolen van Benin weergegeven: een hoorn gevuld met mais en zand. Deze symboliseren welvaart. Onder het schild staat een witte band met de Franstalige tekst: Fraternite, Justice, Travail (Broederschap, Gerechtigheid, Arbeid).
Algerije · Angola · Benin · Botswana · Burkina Faso · Burundi · Centraal-Afrikaanse Republiek · Comoren · Congo-Brazzaville · Congo-Kinshasa · Djibouti · Egypte · Equatoriaal-Guinea · Eritrea · Ethiopië · Gabon · Gambia · Ghana · Guinee · Guinee-Bissau · Ivoorkust · Kaapverdië · Kameroen · Kenia · Lesotho · Liberia · Libië · Madagaskar · Malawi · Mali · Marokko · Mauritanië · Mauritius · Mozambique · Namibië · Niger · Nigeria · Oeganda · Rwanda · Sao Tomé en Principe · Senegal · Seychellen · Sierra Leone · Soedan · Somalië · Swaziland · Tanzania · Togo · Tsjaad · Tunesië · Westelijke Sahara · Zambia · Zimbabwe · Zuid-Afrika · Zuid-Soedan
Afhankelijke gebieden:
Brits Territorium in de Indische Oceaan · Canarische Eilanden · Ceuta · Melilla · Madeira · Mayotte · Réunion · Sint-Helena · Tristan da Cunha